# 愛のお言葉バラエティー 千のバイブル
『愛のお言葉バラエティー 千のバイブル』（あいのおことばバラエティー せんのバイブル）は、2001年4月2日から同年9月24日までテレビ愛知で放送された恋愛バラエティ番組。全26回。放送時間は毎週月曜 23:55 - 24:35 (JST) 、テレビ東京系全国ネットの深夜番組放送枠『Gパラダイス』月曜のローカル差し替え番組として放送。

## 概要
千原兄弟が東海3県各地でロケを敢行し、街を行く若い女性やカップルたちから恋の悩みを聞き出していた深夜番組である。千原兄弟は若者たちの救いになる究極の「愛のバイブル」を完成させるべく、愛に悩む男女の姿を観察しながらバイブルに載せる言葉を考案するという体で企画を遂行していた。
同時間帯にテレビ愛知以外の系列局5局が『天の恵 世界一周の旅』を放送する中、テレビ愛知だけが番組を差し替えてまでこの番組をスタートさせた。しかし、結果としてはわずか半年で終了した。

## 出演者

### レギュラー
- 千原靖史（千原兄弟）
- 千原浩史（千原兄弟） - オートバイ単独事故で顔に大怪我を負って以来長らく降板状態となっていたが、8月6日放送分で復帰した。
- 井上祐里（アシスタント） - 腐った松田聖子の二つ名を持ち、恋のから騒ぎ(一般人として)出演後、タレントに転身した最初の地元局レギュラー番組となった。

### ナレーター
- 堀田和則

## 主な放送内容
愛の救済計画
兄と弟のいずれか、もしくは兄弟揃って異性との縁がない男兄弟を募集し、彼らの手助けをする企画。
愛のみっちゃく相談
千原兄弟が街を行く女性に何か悩み事は無いかと声を掛け、あると答えた人物を電話ボックスの中へ連れ込んでその悩みを聞き出す企画。
その他の企画
このほか、番組の募集で送られてきたバカップルツーショット写真を巨大モニターに映し、千原兄弟と見物人たちがツッコミを入れていく企画もあった。